# Norcasia (kommun)
Norcasia är en kommun i Colombia.   Den ligger i departementet Caldas, i den centrala delen av landet, 140 km nordväst om huvudstaden Bogotá. Antalet invånare är 6 903.